# Ryan Cox
Ryan Cox (Pretòria, 9 d'abril de 1979 - Johannesburg, 1 d'agost de 2007) va un ciclista sud-africà que fou professional entre el 2000 i el moment de la seva mort.
Bon escalador, en el seu palmarès destaca la victòria al Tour de Langkawi de 2005 i dos campionats nacionals en ruta, el 2004 i 2005.
Va morir l'1 d'agost de 2007 de resultes de compliacions post-operatòries d'una lesió vascular a la cama esquerra.

## Palmarès
- 1998
  - 1r al 94.7 Cycle Challenge
- 2003
  - Vencedor d'una etapa del Circuit des Mines
- 2004
  -  Campió de Sud-àfrica en ruta
  - 1r al Tour del llac Qinghai i vencedor d'una etapa
- 2005
  -  Campió de Sud-àfrica en ruta
  - 1r al Tour de Langkawi i vencedor d'una etapa